# حي فينيكس

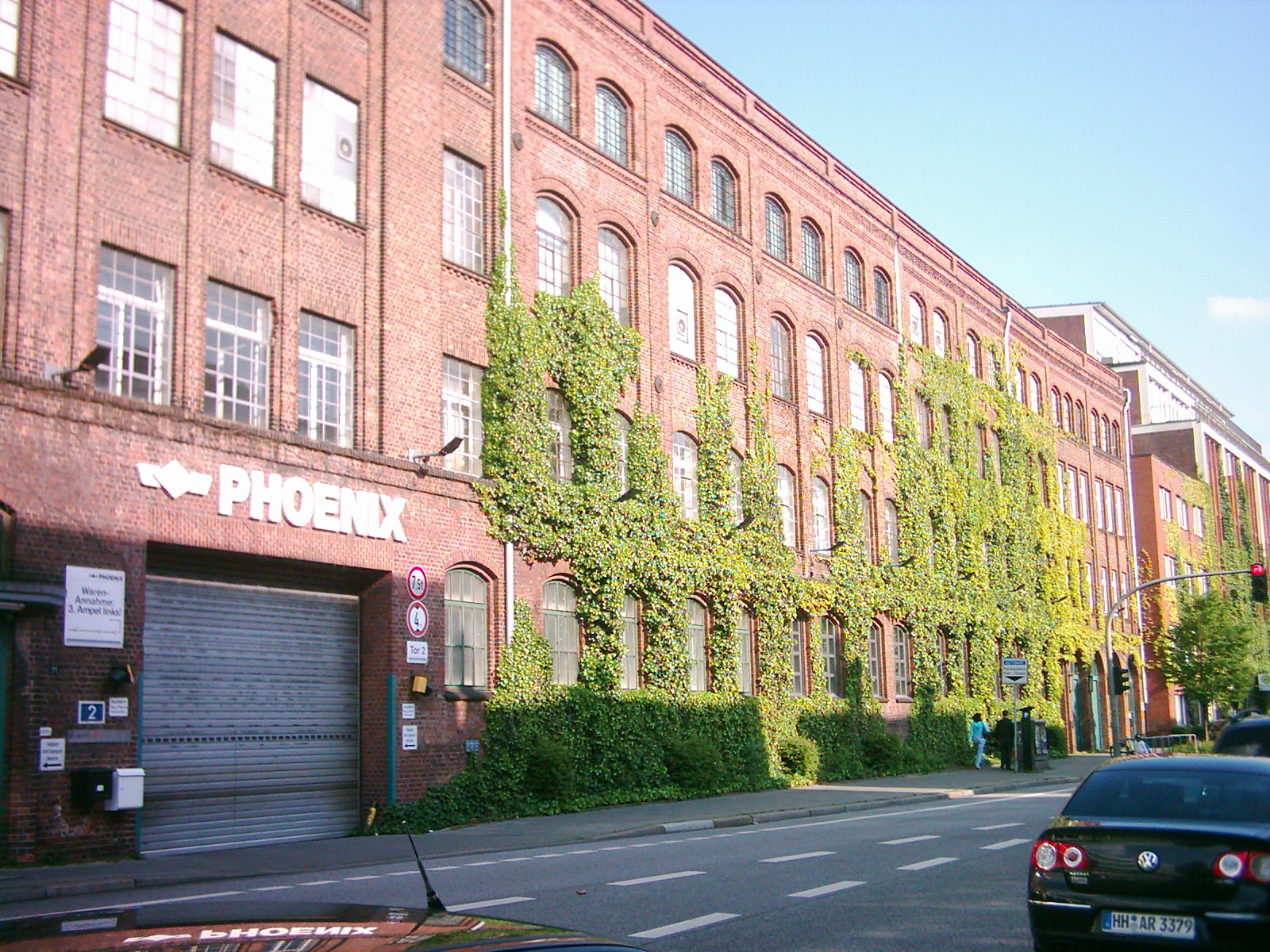
صورة من داخل الحي

حي فينيكس هو حي يقع في منطقة هاربورغ في ولاية هامبورغ، في المانيا سمي على اسم شركة فينيكس جي ، التي تعد شركة لصنع المطاط والتي لا يزال موجودة هناك حتى اليوم.
تم بناء الحي في عصر ما بعد الحرب كحي نموذجي للطبقة العاملة، وفي فترة ما بعد الحرب، اكتسبت الحي سمعة سيئة للغاية بسبب اعتباره نقطة تجمع لارتفاع معدلات الجريمة والبطالة. وفي عام 2005، تم الإعلان عنها كمنطقة إعادة تطوير. في نهاية عام 2015، تم إلغاء الوضع كمنطقة إعادة تطوير، وذلك بعد جهود مستمرة لتحسين البنية التحتية والحياة الاجتماعية. في عام 2015، اصبح يعيش في هذ الحيما يقرب من 5000 نسمة .

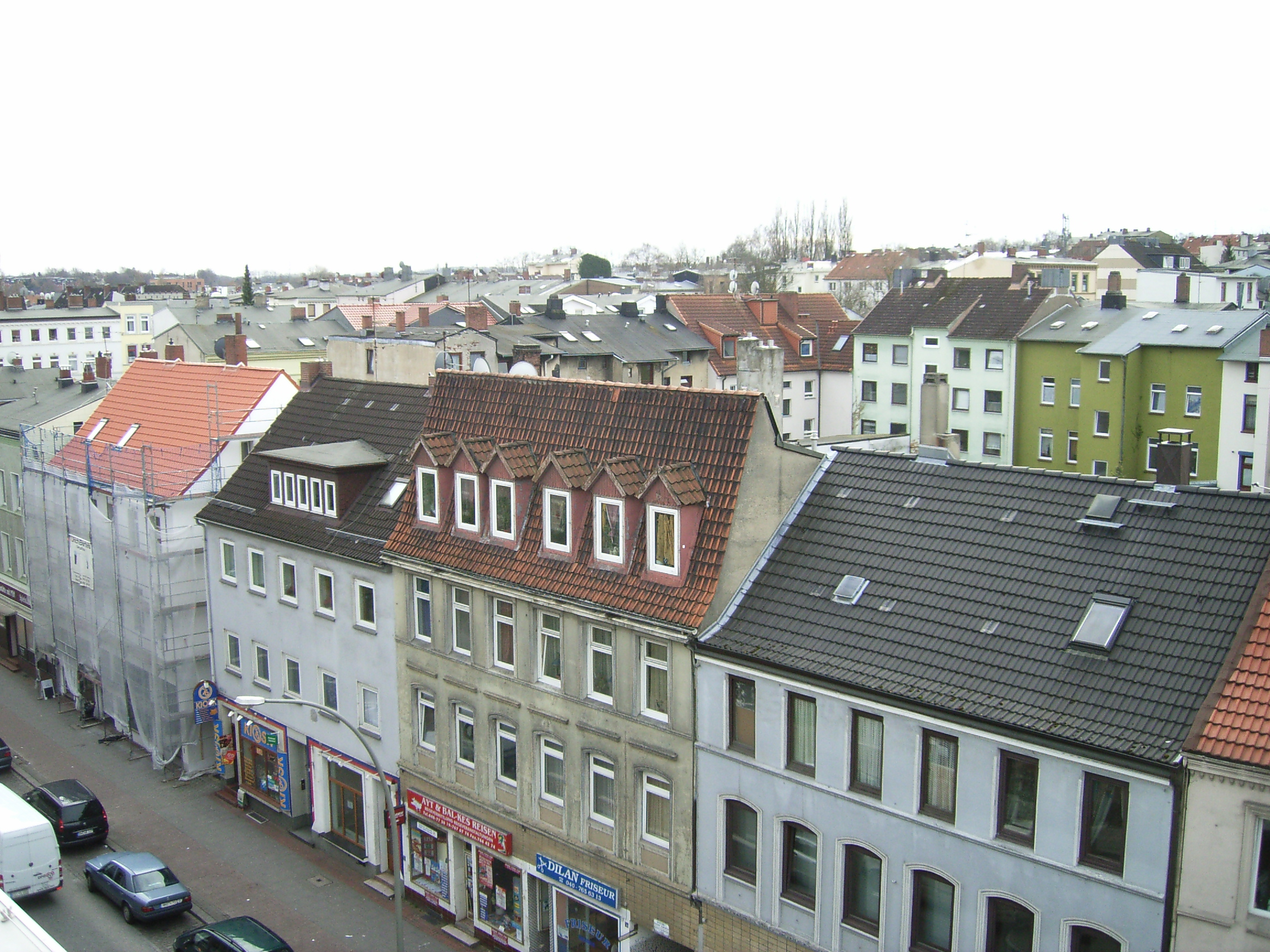
شارع فيلستورفا وأسطح منطقة فينيكس من ساحة انتظار السيارات في مركز فينيكس التجاري

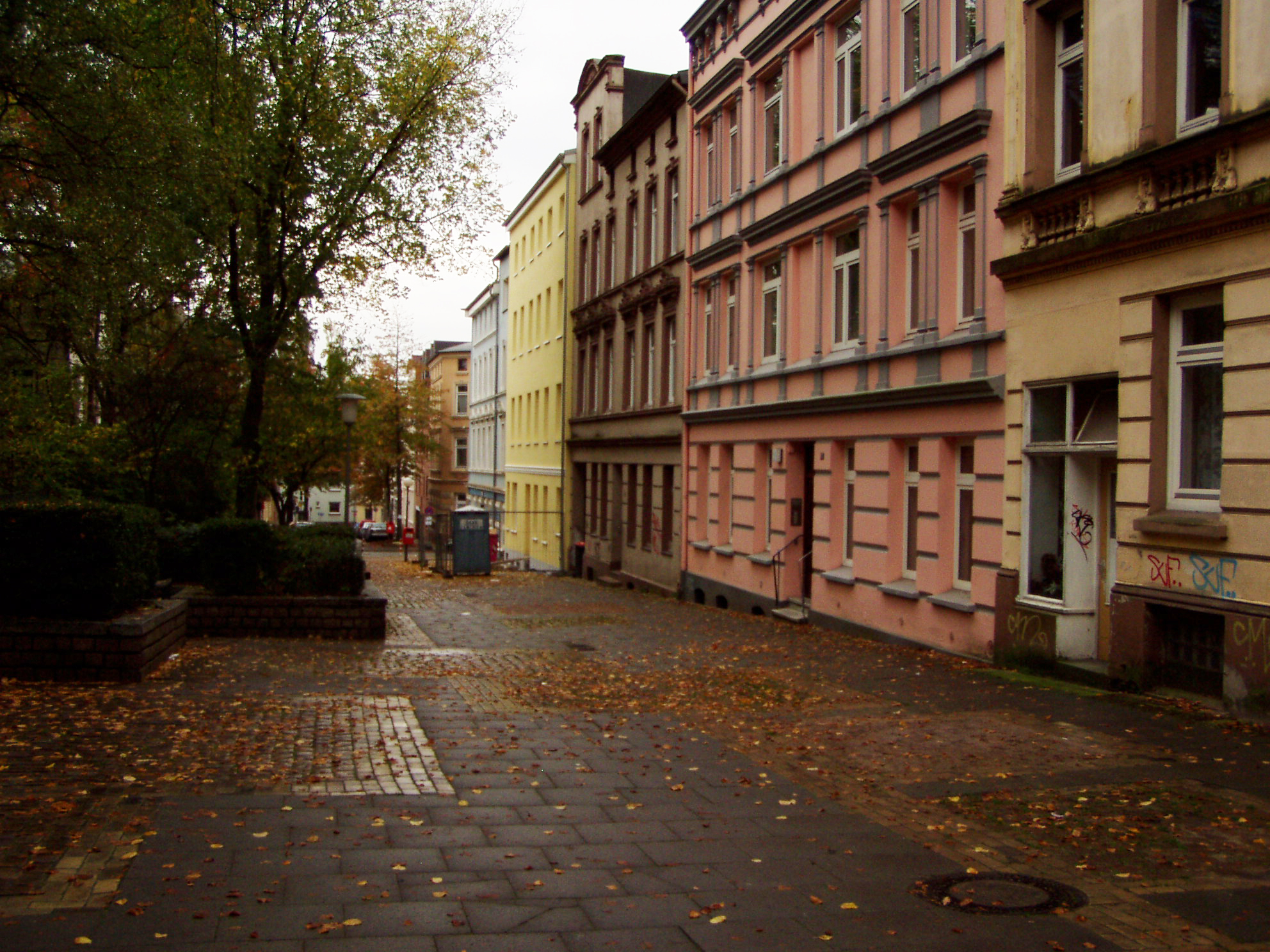
الشارع من الخل(المباني الخلفية للحي التي لا تطل على الشارع العام)

## الموقع جغرافي
يقع حي فينيكس الذي تبلغ مساحته 20.4 هكتارًا تقريبًا في وسط ولاية هامبورغ في منطقة هاربورغ ويمتد الحي عبر منطقة هاربورغ وجنوب شارع هوها إلى منطقة ويلستورف . ويغطي المنطقة الواقعة بين شوارع بوناتفيتي وكاليشا في الشمال، وشارع فيلستوفا في الشرق. تحتوي المنطقة على مجمع تجاري عملاق متكون من العديد من الطوابق. فيه العديد من متاجر اللباس ومتاجر تبيع منتجات الكترونية. في الطابق السفلي توجد سلاسل مطاعم كثيرة التي تبيع الوجبات السريعة كالبيتزا وغيرها. المطاهم هذه تعد اغلبها حلال او لا تحتوي على اطهمة يحر اكلها من قبل المسلمين, وهذا يرجع للمهاجرين المسلمين العرب والاتراك الذين نقلوا الطعام الموافق للشريعة الاسلامية الى هذه المنطقة في المانيا. بالقرب من المنطقة يوجد مسجد كبير ومسجد صغير. المسجد الكبير يدعى مسجد الامان وهو مسجد مختلط المذاهب فالامام الرئيسي له اشعري لكن يوجد فيه ايضا امام سلفي. المسجد الصغير هو مسجد سلفي فقط.

## القصة

### التأسيس
في حوالي عام 1875، كان يوجد اثنان من أكبر مصانع هاربورغ في شارع ويلستورفا: مصنع زيت الفحم والغاز ومصنع المطاط التابع لشركة هامبرغر ألبرت ولويس كوهين. كانت هناك حاجة ملحة لمساحة معيشة للعمال في المصانع هذه، فبحلول عام 1895، تم منطقة للعمال والتي أصبحت لاحقا منطقة سكنية يعيش يعيش فيها 5000 شخص.  وفقًا لقصص السكان القدامى، كان الحي حتى الحرب العالمية الثانية حيًا يتمتع بجودة حياة عالية نظرًا لموقعه وسط المدينة ولبركة قريبة منه كذلك.  في عام 1932، كانت لا تزال هناك 508 شركة تجارية وصناعية وتجارية في منطقة فينيكس، وكان معظمها في شارع ويلستورفا شتراسه، الذي كان في السابق شارع تسوق شهير.

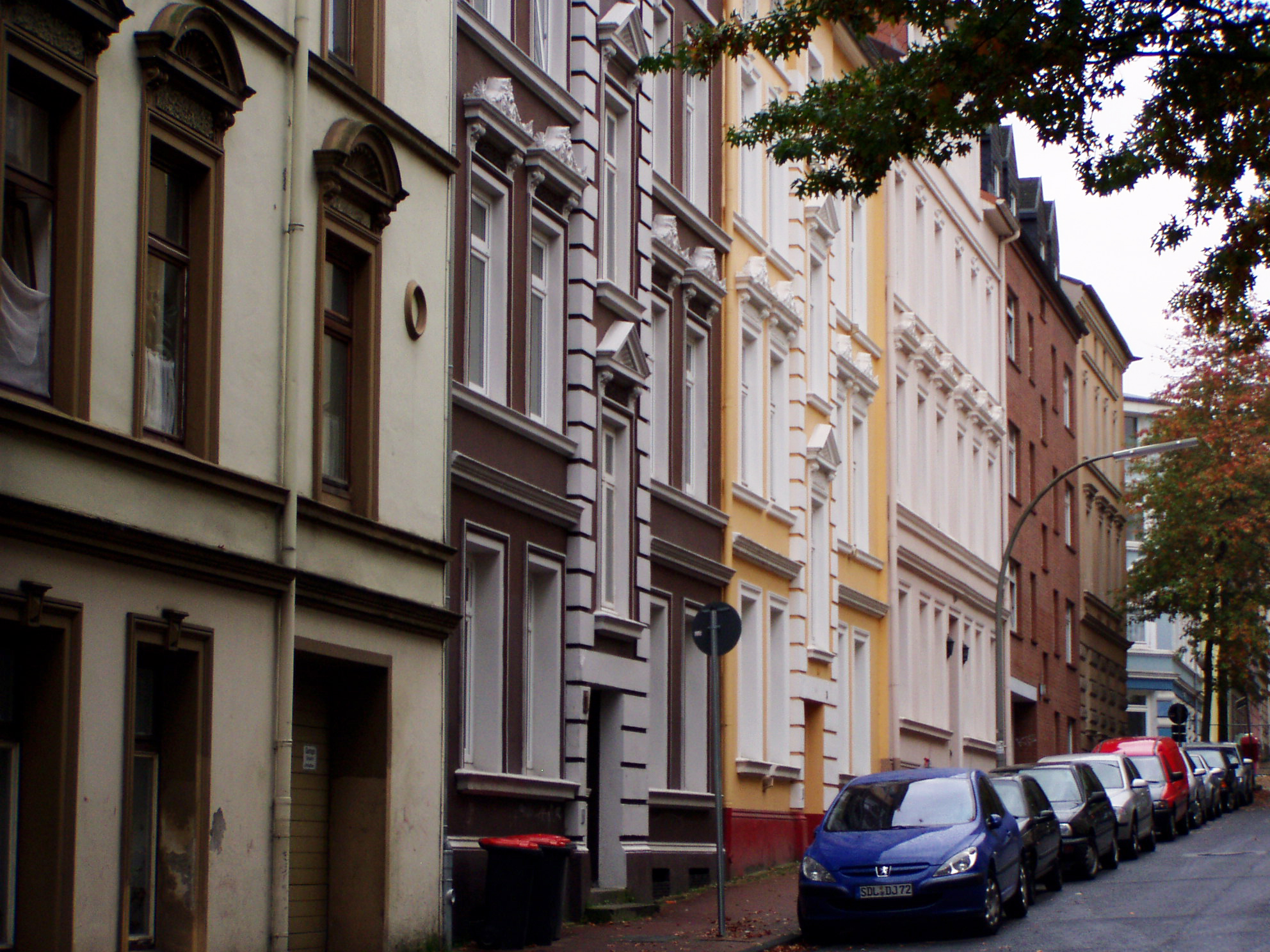
شارع قريب للحي

## الموقع والبنية التحتية والمظهر

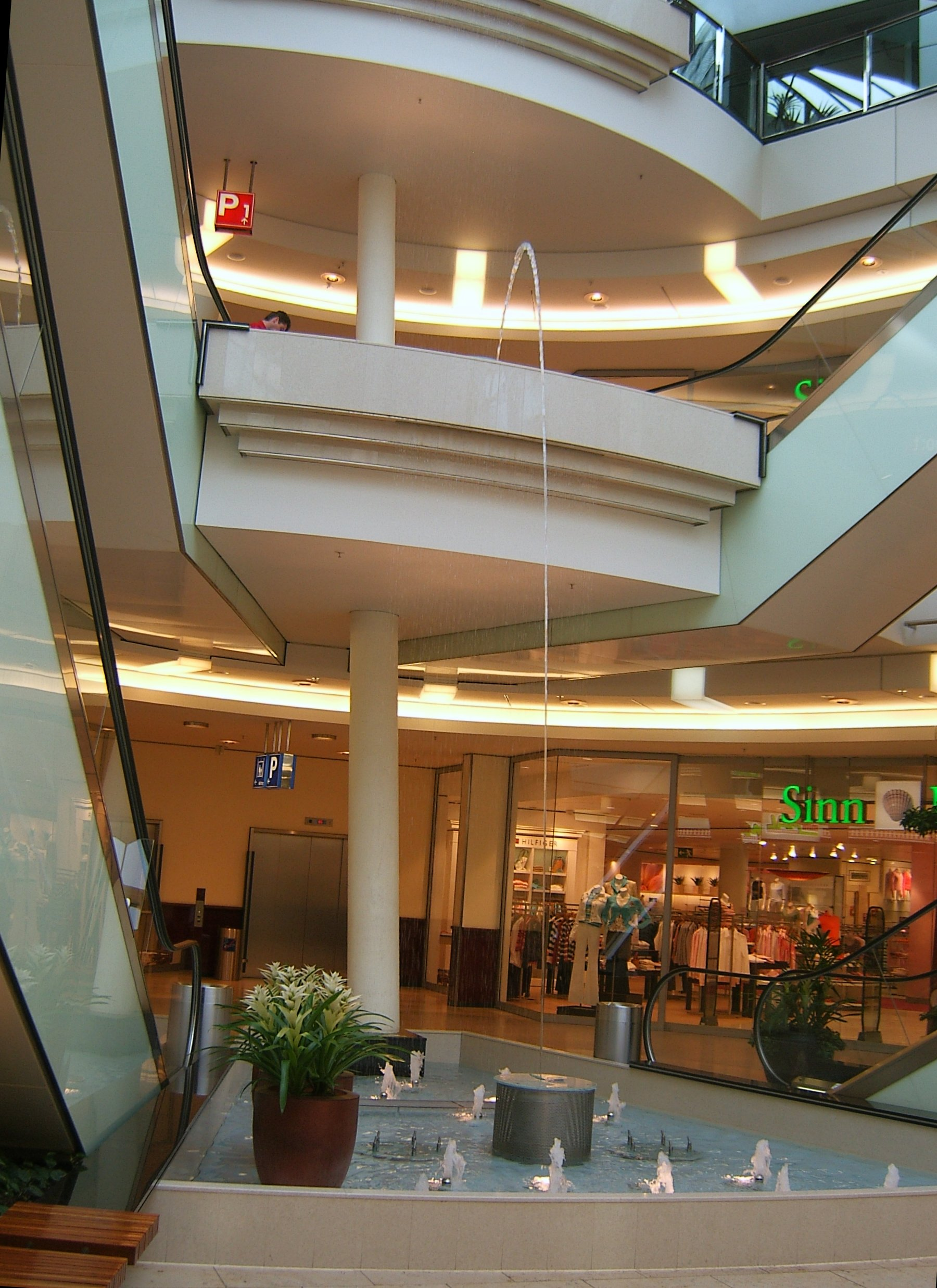
مركز فينيكس التجاري

نظرًا لقرب الحي المباشر من وسط مدينة هاربورغ، تتوفر فيه مجموعة متنوعة من الخدمات التي تسهل حياة سكانه. تم افتتاح مركز فينيكس في الحي عام 2004، وهو مركز تسوق كبير في موقع مصنع فينيكس جي السابق بين شارعي فيلستورفا وهانوفيرشين. لا يزال بإمكاننا حتى بعد بناء المجمع التجاري هذا معرفة أن شارع فيلستورفا كان في يوم من الأيام شارع تسوق شهير، واليوم لا يزال هناك العديد من المتاجر والمطاعم هناك. وهي الآن متعددة الثقافات إلى حد كبير. يوجد أيضًا عدد قليل من الحانات والأكشاك والمقاهي والمطاعم المنتشرة في جميع أنحاء منطقة فينيكس. ويوجد مسجد قريب من المنطقة اسمه مسجد التقوى. توجد كذلك مطاهم عربية هناك كمطهم مارينا العربي السوري.